# Motu proprio
A motu proprio (latin: ’saját kezdeményezésből’) a pápa saját kezdeményezésére – nem valakinek a kérvénye alapján – kiadott törvény vagy közigazgatási rendelkezés.

## Története
A motu proprio a 16–17. század fordulóján kialakult dokumentumtípus (litterae apostolicae motu proprio datae). Megkülönböztető jegye a rajta szereplő motu proprio (saját indíttatásból) kifejezés, amely eredetileg arra utalt, hogy nem beadványra, kérelemre született intézkedést tartalmaz, hanem a pápa önálló kezdeményezését. Kezdetben főképpen a Római Kúria és a pápai állam ügyeinek intézésére alkalmazták, ma a kevésbé ünnepélyes egyetemes vagy részleges egyházi törvények kihirdetésére. Ilyen például a Summorum pontificum az 1970-es reform előtti római liturgia használatáról vagy a kivételesen olasz nyelvű Vent’anni or sono, a Katolikus Egyház Katekizmusának Kompendiuma jóváhagyásáról és kihirdetéséről.
A motu proprio egy elvi bevezető részből és cikkekre tagolt rendelkező részből áll.